# KNVB Beker 1998/99
De 81ste editie van de KNVB Beker (destijds formeel Amstel Cup genoemd) kende Ajax als winnaar. Het was de veertiende keer dat de club de beker in ontvangst nam. In de finale werd Fortuna Sittard met 2-0 verslagen.

## Voorronde
| Datum       | Wedstrijd               | Uitslag       | Scoreverloop |
| ----------- | ----------------------- | ------------- | --- |
| 30 mei 1998 | ACV – Scheveningen      | 3 – 1 (1 – 0) | 30' Jeroen Nieuwenhuis 1-0, Rindert Warnink 2-0, 85' Peter Kuntz (e.d.) 2-1, 90' Remy Tjassing 3-1                        |
| 30 mei 1998 | Katwijk – SC Genemuiden | 5 – 0 (2 – 0) | 36' Hans Zwaan 1-0, 38' Hans Zwaan 2-0, 62' Peter van Duyn 3-0, 68' Hans Zwaan 4-0, 90' Marco de Ridder 5-0               |
| 30 mei 1998 | Spakenburg – Appingedam | 0 – 3 (0 – 0) | Rikus Oswald 0-1, Gerard Zeeman 0-2, Rikus Oswald 0-3                                                                     |
| 30 mei 1998 | Urk – SV Hatert         | 4 – 1 (2 – 0) | 20' Jacob Wakker 1-0, 41' Jacob Wakker 2-0, 70' Emre Kezlew 2-1, 77' Jacob Wakker 3-1, 83' Fokke Jan Gnodde 4-1           |
| 1 juni 1998 | Halsteren – AFC '34     | 4 – 1 (3 – 1) | 2' John Klaver 1-0, 11' Niels van Loon 1-1, 29' Ronald van Sliedrecht 2-1, 31' Jos van Hees 3-1, 88' Pieter Burremans 4-1 |
| 1 juni 1998 | WSC – Capelle           | 4 – 1         | |

FC Lisse , SHO en UDI '19 vrijgeloot

## Groepsfase
De groepsfase vond plaats tussen 11 augustus en 2 september 1998. Er werd gespeeld in een halve competitie. In dertien groepen kwamen 55 teams uit die in totaal 90 wedstrijden speelden. 26 teams bekerden door.

## Groep 1
| Datum            | Wedstrijd                   | Uitslag       | Scoreverloop |
| ---------------- | --------------------------- | ------------- | --- |
| 11 augustus 1998 | RKC Waalwijk – FC Den Bosch | 1 – 1 (1 – 0) | 44' Joeri Petrov 1-0, 87' Harry van der Laan 1-1 |
| 12 augustus 1998 | WSC – Katwijk               | 1 – 1 (0 – 1) | 28' Hans Zwaan 0-1, 50' Jeroen den Boer 1-1 |
| 15 augustus 1998 | FC Den Bosch – Katwijk      | 4 – 0 (2 – 0) | 13' Harry van der Laan 1-0, 45' Thijs Waterink 2-0, 48' Roberto Verhagen 3-0, 90' Thijs Waterink 4-0 |
| 15 augustus 1998 | SC Feyenoord – RKC Waalwijk | 2 – 3 (1 – 1) | 15' Hans van Arum 0-1, 43' Richard Staakman 1-1, 63' Maarten Schops 1-2, 78' Kevin van Luyk 2-2, 90' José María Cela Ramilla 2-3 |
| 18 augustus 1998 | FC Den Bosch – SC Feyenoord | 3 – 1 (2 – 1) | 3' Lofti Amhaouch 0-1, 13' Harry van der Laan 1-1, 44' Thijs Waterink 2-1, 49' Thijs Waterink 3-1 |
| 18 augustus 1998 | RKC Waalwijk – WSC          | 3 – 1 (2 – 1) | 11' Dennis van der Pennen 1-0, 13' Leon van Nieuwkerk 2-0, 31' Jeroen den Boer 2-1, 53' Joeri Petrov 3-1 |
| 26 augustus 1998 | SC Feyenoord – WSC          | 2 – 0 (0 – 0) | 81' Ramond Rohde 1-0, 87' Richard Staakman 2-0 |
| 26 augustus 1998 | Katwijk – RKC Waalwijk      | 2 – 1 (0 – 1) | 45' Tom van der Leegte 0-1, 68' Hans Zwaan 1-1, 77' Hans Zwaan 2-1 |
| 2 september 1998 | Katwijk – SC Feyenoord      | 3 – 2 (2 – 1) | 11' Marco de Ridder 1-0, 12' Marco de Ridder 2-0, 35' Richard Staakman 2-1, 49' Ramond Rohde 2-2, 56' Marco de Ridder 3-2 |
| 2 september 1998 | WSC – FC Den Bosch          | 1 – 9 (0 – 2) | 15' Rafael Losada 0-1, 42' Harry van der Laan 0-2, 48' Mark van Alphen 1-2, 49' Erik Meulendijk 1-3, 53' Anthony Lurling 1-4, 63' Harry van der Laan 1-5, 68' Harry van der Laan 1-6, 74' Harry van der Laan 1-7, 87' Marcel van Helmond 1-8, 89' Anthony Lurling 1-9 |

## Groep 2
| Datum            | Wedstrijd                       | Uitslag       | Scoreverloop |
| ---------------- | ------------------------------- | ------------- | --- |
| 11 augustus 1998 | Fortuna Sittard – Helmond Sport | 3 – 0 (3 – 0) | 5' Ronald Hamming 1-0, 42' Ronald Hamming 2-0, 43' Mark van Bommel 3-0                                                                             |
| 11 augustus 1998 | UDI '19 – Halsteren             | 3 – 1 (2 – 0) | 2' Remco Snoep 1-0, 10' Maikel Drummen 2-0, 62' Niels van Loon 2-1, 75' Maikel Drummen 3-1                                                         |
| 14 augustus 1998 | Halsteren – Fortuna Sittard     | 1 – 4 (0 – 2) | 22' Ronald Hamming 0-1, 36' Mark van Bommel 0-2, 62' Niels van Loon 1-2, 75' Ronald Hamming 1-3, 82' Robert Roest 1-4                              |
| 15 augustus 1998 | Helmond Sport – UDI '19         | 2 – 2 (0 – 0) | 50' Peter Hofstede 1-0, 55' William van der Steen 1-1, 69' Maikel Drummen 1-2, 74' Peter Hofstede (pen) 2-2                                        |
| 26 augustus 1998 | Halsteren – Helmond Sport       | 2 – 4 (1 – 0) | 14' Jos van Hees 1-0, 58' Bouarfa Yahiaoui 1-1, 60' Peter Hofstede 1-2, 70' Walter Bevelander 2-2, 79' Jeffrey Kooistra 2-3, 81' Yunus Altunel 2-4 |
| 26 augustus 1998 | UDI '19 – Fortuna Sittard       | 0 – 1 (0 – 0) | 86' Wilfred Bouma 0-1 |

## Groep 3
| Datum            | Wedstrijd                          | Uitslag        | Scoreverloop |
| ---------------- | ---------------------------------- | -------------- | --- |
| 11 augustus 1998 | N.E.C. – Go Ahead Eagles           | 4 – 1 (1 – 0)  | 18' Dževdet Šainovski 1-0, 46' Maikel Renfurm 2-0, 59' Maikel Renfurm 3-0, 66' Hennie de Romijn 4-0, 77' Resit Schuurman 4-1 |
| 11 augustus 1998 | De Treffers – IJsselmeervogels     | 2 – 1 (0 – 1)  | 23' Pascal de Bruijn 0-1, 63' Erwin Wennekers 1-1, 80' Sandy Schreur 4-1 |
| 15 augustus 1998 | Go Ahead Eagles – De Treffers      | 6 – 0 (2 – 0)  | 16' Patrick Peelen 1-0, 41' Patrick Peelen 2-0, 48' John Stegeman 3-0, 52' Hendrie Krüzen 4-0, 68' Victor Sikora 5-0, 77' John Stegeman 6-0                                                                                             |
| 15 augustus 1998 | IJsselmeervogels – N.E.C.          | 0 – 10 (0 – 3) | 3' Marcel Koning 0-1, 10' Marcel Koning 0-2, 29' Juul Ellerman 0-3, 47' Marcel Koning 0-4, 48' Marcel Koning 0-5, 53' Danny Hesp 0-6, 58' Maikel Renfurm 0-7, 61' Patrick Pothuizen 0-8, 69' Dževdet Šainovski 0-9, 78' Danny Hesp 0-10 |
| 2 september 1998 | De Treffers – N.E.C.               | 0 – 5 (0 – 3)  | 6' Jack de Gier 0-1, 27' Patrick Pothuizen 0-2, 31' Jack de Gier 0-3, 58' Luuk Maes 0-4, 76' Bart Latuheru 0-5 |
| 2 september 1998 | IJsselmeervogels – Go Ahead Eagles | 1 – 3 (0 – 3)  | 24' Victor Sikora 0-1, 35' Geurt Koelewijn (e.d.) 0-2, 36' Jochem de Weerdt 0-3, 61' Gérard van der Nooij (pen) 1-3 |

## Groep 4
| Datum            | Wedstrijd                   | Uitslag       | Scoreverloop |
| ---------------- | --------------------------- | ------------- | --- |
| 11 augustus 1998 | AGOVV – Vitesse 2           | 1 – 3 (0 – 1) | 40' Yevgeniy Levchenko 0-1, 55' André Brouwer 1-1, 62' Kristof Aelbrecht 1-2, 90' Fabian Maaskamp 1-3 |
| 11 augustus 1998 | Heracles Almelo – FC Twente | 1 – 2 (1 – 2) | 19' Theo ten Caat 0-1, 24' Jan Vennegoor of Hesselink 0-2, 43' Ruben Klaver 1-2 |
| 14 augustus 1998 | AGOVV – Heracles Almelo     | 2 – 2 (1 – 1) | 7' Niki Leferink 0-1, 36' Roberto Klomp (pen) 1-1, 83' Roberto Klomp 2-1, 86' Niki Leferink (pen) 2-2 |
| 14 augustus 1998 | Vitesse 2 – FC Twente       | 2 – 3 (1 – 0) | 10' Matthew Amoah 1-0, 70' Jan Vennegoor of Hesselink 1-1, 79' Matthew Amoah 2-1, 89' Jan Vennegoor of Hesselink 2-2, 90' Nico-Jan Hoogma 2-3                                                              |
| 2 september 1998 | Heracles Almelo – Vitesse 2 | 2 – 1 (1 – 0) | 25' Ruben Klaver 1-0, 57' Job ten Thije 2-0, 68' Theo Janssen 2-1 |
| 2 september 1998 | FC Twente – AGOVV           | 7 – 1 (1 – 1) | 2' Dmitri van Gerrevink 0-1, 21' Jörg Sobiech 1-1, 52' Rik Platvoet 2-1, 59' Jörg Sobiech 3-1, 62' Jan Vennegoor of Hesselink 4-1, 69' Martijn Abbenhues 5-1, 76' Rico Steinmann 6-1, 88' Rik Platvoet 7-1 |

## Groep 5
| Datum            | Wedstrijd                       | Uitslag       | Scoreverloop |
| ---------------- | ------------------------------- | ------------- | --- |
| 11 augustus 1998 | Sparta Rotterdam 2 – Excelsior  | 3 – 3 (2 – 3) | 5' Patrick Molendijk 1-0, 20' Ellery Cairo 1-1, 28' John Powell 2-1, 39' Alpha Turay 2-2, 44' Remco Heerkens 2-3, 65' Rafael Andrade 3-3                                                                                |
| 11 augustus 1998 | Telstar – FC Utrecht            | 1 – 4 (0 – 2) | 13' John de Jong 0-1, 42' Emiel van Eijkeren 0-2, 50' Michael Mols 0-3, 68' Emiel van Eijkeren 0-4, 89' Eric de Jongh 1-4                                                                                               |
| 15 augustus 1998 | Telstar – Excelsior             | 2 – 2 (1 – 1) | 6' André de Ridder 1-0, 27' Damien Hertog 1-1, 48' Raoul Henar 2-1, 72' Miroslav Stefanović 2-2 |
| 15 augustus 1998 | FC Utrecht – Sparta Rotterdam 2 | 7 – 1 (4 – 0) | 17' Reinier Robbemond (pen) 1-0, 30' Emiel van Eijkeren 2-0, 31' Reinier Robbemond 3-0, 33' Leon Kantelberg 4-0, 57' Emiel van Eijkeren 5-0, 59' Pascal Bosschaart 6-0, 60' Wouter Verhey (pen) 6-1, 78' Dirk Kuijt 7-1 |
| 2 september 1998 | Sparta Rotterdam 2 – Telstar    | 1 – 1 (0 – 0) | 51' Mark Noorlander 1-0, 75' Michel Ribeiro 1-1 |
| 2 september 1998 | FC Utrecht – Excelsior          | 5 – 3 (3 – 1) | 1' Miroslav Stefanović 0-1, 21' Michael Mols 1-1, 39' Tom van Mol 2-1, 43' John de Jong 3-1, 52' Sjaak Polak 3-2, 59' Reinier Robbemond (pen) 4-2, 69' Geert den Ouden 4-3, 82' Reinier Robbemond (pen) 5-3             |

## Groep 6
| Datum            | Wedstrijd                 | Uitslag        | Scoreverloop |
| ---------------- | ------------------------- | -------------- | --- |
| 11 augustus 1998 | ACV- Drachten             | 3 – 0 (2 – 0)  | 8' Edwin Kwakkel 1-0, 28' Marc van Vugt 2-0, 49' Jeroen Nieuwenhuis 3-0 |
| 11 augustus 1998 | FC Zwolle – De Graafschap | 0 – 3 (0 – 1)  | 18' Dennis Gerritsen 0-1, 51' Eric Viscaal 0-2, 86' Ville Väisänen 0-3 |
| 15 augustus 1998 | ACV – FC Zwolle           | 0 – 0          | |
| 15 augustus 1998 | Drachten – De Graafschap  | 0 – 1 (0 – 0)  | 75' Eric Viscaal 0-1 |
| 26 augustus 1998 | De Graafschap – ACV       | 4 – 0 (1 – 0)  | 38' Richard Roelofsen 1-0, 55' Jan Vreman 2-0, 60' Tomasz Rząsa 3-0, 76' Eric Viscaal 4-0 |
| 26 augustus 1998 | FC Zwolle – Drachten      | 13 – 0 (7 – 0) | 5' Ignacio Tuhuteru 1-0, 15' Dirk-Jan Derksen 2-0, 21' Ignacio Tuhuteru 3-0, 30' Jan Gerver 4-0, 34' Dirk-Jan Derksen 5-0, 38' Jan Gerver 6-0, 44' Dirk-Jan Derksen 7-0, 54' Jan Gerver 8-0, 57' Dirk-Jan Derksen 9-0, 63' Dirk-Jan Derksen 10-0, 68' Arne Slot 11-0, 75' Dirk-Jan Derksen 12-0, 88' Dirk-Jan Derksen 13-0 |

## Groep 7
| Datum            | Wedstrijd                | Uitslag       | Scoreverloop |
| ---------------- | ------------------------ | ------------- | --- |
| 11 augustus 1998 | NAC – TOP Oss            | 5 – 0 (2 – 0) | 12' Ante Miličić 1-0, 24' Nebojša Gudelj 2-0, 74' Nebojša Gudelj 3-0, 89' Frank Broers 4-0, 90' Maarten Atmodikoro 5-0                                         |
| 11 augustus 1998 | Tonegido – Dordrecht '90 | 0 – 0         | |
| 15 augustus 1998 | TOP Oss – Tonegido       | 1 – 2 (1 – 1) | 21' Jay Driessen (pen) 1-0, 45' Dick Boereboom 1-1, 82' Richard Lunenburg 1-2                                                                                  |
| 15 augustus 1998 | SHO – NAC                | 0 – 2 (0 – 1) | 8' Erwin van de Looi 0-1, 50' Ante Miličić 0-2 |
| 18 augustus 1998 | NAC – Dordrecht '90      | 2 – 1 (0 – 1) | 40' Rick Hoogendorp 0-1, 70' Ante Miličić 1-1, 82' Stanley MacDonald 2-1                                                                                       |
| 18 augustus 1998 | TOP Oss – SHO            | 6 – 1 (3 – 1) | 11' Robin Fokke 1-0, 13' Orpheo Nok 2-0, 37' Edwin de Wijs 3-0, 43' Ruben Jordan (e.d.) 3-1, 59' Edwin de Wijs 4-1, 85' Jay Driessen 5-1, 89' Jay Driessen 6-1 |
| 26 augustus 1998 | SHO – Dordrecht '90      | 1 – 3 (0 – 1) | 36' Jermaine Sandvliet 0-1, 69' Rick Hoogendorp 0-2, 86' Pieter Burremans 1-2, 90' Richard Plug 1-3                                                            |
| 26 augustus 1998 | Tonegido – NAC           | 0 – 3 (0 – 2) | 17' Artsjil Arveladze 0-1, 21' Erwin van de Looi 0-2, 55' Zefilho 0-3                                                                                          |
| 2 september 1998 | Tonegido – SHO           | 4 – 0 (1 – 0) | 42' Harry de Haas 1-0, 67' Ruud Bos 2-0, 82' Joost Timmer 3-0, 87' Harry de Haas 4-0                                                                           |
| 2 september 1998 | TOP Oss – Dordrecht '90  | 1 – 0 (0 – 0) | 56' Louis van Schijndel 1-0 |

## Groep 8
| Datum            | Wedstrijd                       | Uitslag       | Scoreverloop |
| ---------------- | ------------------------------- | ------------- | --- |
| 11 augustus 1998 | ADO Den Haag – Sparta Rotterdam | 0 – 4 (0 – 1) | 43' Arjan van der Laan 0-1, 51' Erik Tammer 0-2, 54' Mourad Mghizrat 0-3, 80' Erik Tammer 0-4 |
| 11 augustus 1998 | ARC – Barendrecht               | 5 – 3 (1 – 2) | 29' Niels Rooders 0-1, 37' Ard Blok 1-1, 41' Lars van Delzen 1-2, 46' Martijn Goudswaard 1-3, 68' Remco Blok 2-3, 69' Frank Bloemheuvel 3-3, 78' René van Meggelen 4-3, 80' Remco Blok 5-3        |
| 15 augustus 1998 | ARC – Sparta Rotterdam          | 0 – 8 (0 – 4) | 16' Mourad Mghizrat 0-1, 18' Arjan van der Laan 0-2, 30' Kew Jaliens 0-3, 39' Erik Tammer 0-4, 59' Erik Tammer 0-5, 71' Dennis Krijgsman 0-6, 76' Dave van der Meer 0-7, 81' Dennis Krijgsman 0-8 |
| 15 augustus 1998 | Barendrecht – ADO Den Haag      | 1 – 3 (1 – 1) | 9' Edgar van der Roer (pen) 0-1, 34' Marcel Brienen 1-1, 48' Barry de Vreede 1-2, 90' John Grünholz 1-3                                                                                           |
| 26 augustus 1998 | ADO Den Haag – ARC              | 3 – 0 (2 – 0) | 12' Dennis Iliohan 1-0, 41' Hendrik Grünholz 2-0, 78' Pim Langeveld 3-0 |
| 26 augustus 1998 | Barendrecht – Sparta Rotterdam  | 1 – 3 (1 – 2) | 3' Arjan van der Laan 0-1, 9' Romeo Wouden 0-2, 38' Dick Rietkerk 1-2, 59' Romeo Wouden 1-3 |

## Groep 9
| Datum            | Wedstrijd             | Uitslag       | Scoreverloop |
| ---------------- | --------------------- | ------------- | --- |
| 11 augustus 1998 | RBC – Schijndel       | 3 – 2 (1 – 0) | 8' John Lammers 1-0, 58' John Lammers 2-0, 76' Koen Berkers 2-1, 85' de Kort (pen) 2-2, 90' John van Loenhout 3-2                                       |
| 11 augustus 1998 | Roda JC – Eindhoven   | 5 – 1 (3 – 1) | 16' Sander van Huijksloot 0-1, 22' Gábor Torma 1-1, 26' Peter Van Houdt 2-1, 40' Mark Luijpers 3-1, 68' Eric van der Luer 4-1, 75' Ramon van Haaren 5-1 |
| 15 augustus 1998 | RBC – Eindhoven       | 1 – 3 (0 – 2) | 30' Toto DaCosta Santos 0-1, 44' Toto DaCosta Santos 0-2, 60' John Laponder 0-3, 71' Marcel van der Net 1-3                                             |
| 15 augustus 1998 | Schijndel – Roda JC   | 0 – 5 (0 – 4) | 8' Regilio Vrede 0-1, 16' Gábor Torma 0-2, 26' Eric van der Luer 0-3, 45' Gábor Torma 0-4, 72' Bob Peeters 0-5                                          |
| 18 augustus 1998 | Roda JC – RBC         | 2 – 0 (0 – 0) | 56' Bernard Tchoutang 1-0, 62' Arno Doomernik 2-0 |
| 18 augustus 1998 | Schijndel – Eindhoven | 1 – 3 (0 – 2) | 19' Juha Jussila 0-1, 24' Juha Jussila 0-2, 68' Mark van Sonsbeek (e.d.) 0-3, 75' Michel Roovers 1-3                                                    |

## Groep 10
| Datum            | Wedstrijd          | Uitslag       | Scoreverloop |
| ---------------- | ------------------ | ------------- | --- |
| 11 augustus 1998 | Panningen – Gemert | 1 – 2 (1 – 1) | 25' Erik van Dijk 0-1, 43' Anton de Vries 1-1, 88' Jacco Hoffmans 1-2 |
| 11 augustus 1998 | VVV – MVV          | 1 – 1 (1 – 1) | 40' Maurice Hofman 1-0, 45' Jerry de Jong (pen) 1-1 |
| 15 augustus 1998 | Gemert – MVV       | 0 – 2 (0 – 0) | 47' Wasiu Taiwo 0-1, 71' Husseyin Karapinar 0-2 |
| 15 augustus 1998 | Panningen – VVV    | 0 – 6 (0 – 2) | 33' Pol van Boekel 0-1, 45' Maurice Graef 0-2, 47' Edwin Linssen 0-3, 76' Maurice Graef 0-4, 87' Maurice Hofman 0-5, 89' Lennart Nederkoorn 0-6                                                                                      |
| 26 augustus 1998 | MVV – Panningen    | 4 – 0 (2 – 0) | 10' Jerry de Jong 1-0, 36' Jerry Taihuttu 2-0, 60' Danny Landzaat 3-0, 64' Jerry Taihuttu 4-0 |
| 26 augustus 1998 | VVV – Gemert       | 9 – 1 (5 – 0) | 4' Milco Pieren 1-0, 5' Maurice Graef 2-0, 15' Milco Pieren 3-0, 31' Lennart Nederkoorn 4-0, 41' Lennart Nederkoorn 5-0, 49' Milco Pieren 6-0, 57' Michael Evans 7-0, 68' Rob Zegers 8-0, 72' Milco Pieren 9-0, 77' Fred Donkers 9-1 |

## Groep 11
| Datum            | Wedstrijd                 | Uitslag       | Scoreverloop |
| ---------------- | ------------------------- | ------------- | --- |
| 11 augustus 1998 | Appingedam – Urk          | 1 – 1 (1 – 0) | 39' Mark Sanders 1-0, 71' Pieter Ras 1-1 |
| 11 augustus 1998 | FC Groningen – Emmen      | 7 – 0 (4 – 0) | 22' Hugo Alves Velame 1-0, 28' Sander van Gessel 2-0, 34' Harris Huizingh 3-0, 40' Harris Huizingh 4-0, 55' Magno Mocelin 5-0, 60' Magno Mocelin 6-0, 62' Magno Mocelin 7-0              |
| 15 augustus 1998 | Appingedam – Emmen        | 0 – 4 (0 – 1) | 21' René Grummel (pen) 0-1, 61' René Grummel (pen) 0-2, 71' Michel van Oostrum 0-3, 88' René Grummel 0-4                                                                                 |
| 15 augustus 1998 | Urk – FC Groningen        | 0 – 4 (0 – 0) | 35' Leonardo dos Santos Silva 0-1, 59' Toine Rorije 0-2, 72' Sergio Ommel 0-3, 75' Sergio Ommel 0-4                                                                                      |
| 25 augustus 1998 | Emmen – Urk               | 5 – 3 (2 – 1) | 23' Tony Alberda 1-0, 29' William Visser 1-1, 45' Roy Stroeve 2-1, 54' Dick Kooijman 3-1, 60' Michel van Oostrum 4-1, 69' Jacob Tol 4-2, 88' Michel van Oostrum 5-2, 89' Kees Wakker 5-3 |
| 25 augustus 1998 | FC Groningen – Appingedam | 1 – 0 (1 – 0) | 22' Pascal Averdijk 1-0 |

## Groep 12
| Datum            | Wedstrijd                        | Uitslag       | Scoreverloop |
| ---------------- | -------------------------------- | ------------- | --- |
| 11 augustus 1998 | Nijenrodes – Hollandia           | 1 – 5 (0 – 2) | 36' Martijn Veltmeijer 0-1, 38' Mo Zaoudi 0-2, 47' Martijn Veltmeijer 0-3, 59' Mo Zaoudi 0-4, 72' Ricardo Appelman 0-5, 77' Michael Lahr 1-5                       |
| 11 augustus 1998 | FC Volendam – Cambuur Leeuwarden | 1 – 2 (1 – 1) | 20' Jan Bruin 1-0, 23' Dominik Vergoossen 1-1, 58' Marinus Dijkhuizen 1-2                                                                                          |
| 15 augustus 1998 | Hollandia – FC Volendam          | 0 – 0         | |
| 15 augustus 1998 | Nijenrodes – Cambuur Leeuwarden  | 0 – 4 (0 – 1) | 10' Marinus Dijkhuizen 0-1, 54' Fuat Usta 0-2, 72' Johan Abma 0-3, 75' Marinus Dijkhuizen 0-4                                                                      |
| 25 augustus 1998 | Cambuur Leeuwarden – Hollandia   | 3 – 2 (3 – 1) | 17' Marinus Dijkhuizen 1-0, 27' Marinus Dijkhuizen (pen) 2-0, 39' Johan Abma 3-0, 40' Martijn Veltmeijer 3-1, 70' Mathieu Boots 3-2                                |
| 25 augustus 1998 | FC Volendam – Nijenrodes         | 7 – 1 (1 – 1) | 5' Michael Lahr 0-1, 44' Silvan Inia 1-1, 46' Marco Boogers 2-1, 70' Jan Bruin 3-1, 73' Jan Bruin 4-1, 74' Silvan Inia 5-1, 80' Silvan Inia 6-1, 83' Jan Bruin 7-1 |

## Groep 13
| Datum            | Wedstrijd                | Uitslag       | Scoreverloop |
| ---------------- | ------------------------ | ------------- | --- |
| 11 augustus 1998 | FC Lisse – AZ            | 1 – 8 (0 – 4) | 19' Robert van der Weert (pen) 0-1, 23' Elbekay Bouchiba 0-2, 27' Robert van der Weert 0-3, 32' John Mutsaers 0-4, 60' Michel Langerak 0-5, 62' Jimmy Simons (pen) 1-5, 70' Michel Langerak 1-6, 75' Barry van Galen 1-7, 85' Michel Langerak 1-8 |
| 12 augustus 1998 | Stormvogels – Haarlem    | 0 – 2 (0 – 0) | 46' Raymond Graanoogst 0-1, 89' Dion Esajas 0-2 |
| 15 augustus 1998 | AZ – Stormvogels         | 4 – 1 (2 – 0) | 12' Robert van der Weert (pen) 1-0, 22' Barry van Galen 2-0, 65' Kolder 2-1, 74' Michel Langerak 3-1, 87' Peter Wijker 4-1 |
| 15 augustus 1998 | BV Veendam – FC Lisse    | 1 – 1 (1 – 1) | 7' Joseph Oosting 1-0, 34' Jerrel Linger 1-1 |
| 18 augustus 1998 | Haarlem – AZ             | 0 – 4 (0 – 3) | 28' Youssef Fertout 0-1, 34' Youssef Fertout 0-2, 41' Michel Langerak 0-3, 54' Ferdino Hernandez 0-4 |
| 18 augustus 1998 | Stormvogels – BV Veendam | 0 – 2 (0 – 1) | 24' Michiel Adams 0-1, 74' Marco Adema (e.d.) 0-2 |
| 26 augustus 1998 | AZ – BV Veendam          | 1 – 2 (0 – 1) | 16' Edwin de Kruyff 0-1, 65' Rick Hooijboer 1-1, 90' Bob Mulder 1-2 |
| 26 augustus 1998 | Haarlem – FC Lisse       | 3 – 1 (1 – 0) | 35' Junas Naciri 1-0, 68' Kenneth Goudmijn 2-0, 69' Mauricio Cabeza 3-0, 90' Jimmy Simons (pen) 3-1 |
| 2 september 1998 | FC Lisse – Stormvogels   | 2 – 2 (1 – 2) | 17' Jimmy Simons 1-0, 28' Johan van Neste 1-1, 45' Johan van Neste 1-2, 75' Jimmy Simons (pen) 2-2 |
| 2 september 1998 | BV Veendam – Haarlem     | 1 – 1 (1 – 0) | 9' Arjan Blaauw 1-0, 71' Dion Esajas 1-1 |

## Knock-outfase

### Tweede ronde
Ajax, Feyenoord, sc Heerenveen, PSV, Vitesse en Willem II stroomden deze ronde het toernooi in.
| Datum            | Wedstrijd                             | Uitslag                      | Scoreverloop |
| ---------------- | ------------------------------------- | ---------------------------- | --- |
| 20 oktober 1998  | Feyenoord – ADO Den Haag              | 2 – 1 n.s.d. (1 – 1) (1 – 1) | 10' Bonaventure Kalou 1-0, 20' Maurice Steijn 1-1, 109' Jon Dahl Tomasson 2-1 |
| 27 oktober 1998  | AZ – MVV                              | 3 – 1 (2 – 1)                | 5' Barry van Galen 1-0, 19' Youssef Fertout (pen) 2-0, 45' Jerry Taihuttu 2-1, 84' Robert van der Weert 3-1 |
| 27 oktober 1998  | Fortuna Sittard – RKC Waalwijk        | 5 – 0 (0 – 0)                | 46' Wilfred Bouma 1-0, 63' Wilfred Bouma 2-0, 78' Regillio Simons 3-0, 83' Regillio Simons 4-0, 86' Regillio Simons 5-0 |
| 27 oktober 1998  | Roda JC – BV Veendam                  | 2 – 1 n.s.d. (1 – 1) (0 – 1) | 17' Bob Mulder 0-1, 50' Gábor Torma 1-1, 91' Marc Nygaard 2-1 |
| 27 oktober 1998  | FC Twente – VVV                       | 2 – 1 (1 – 1)                | 22' Maurice Graef 0-1, 34' Rico Steinmann 1-1, 67' John Bosman 2-1 |
| 27 oktober 1998  | Vitesse – FC Volendam                 | 3 – 0 (3 – 0)                | 33' Nikos Machlas 1-0, 42' Marián Zeman 2-0, 44' Martijn Reuser 3-0 |
| 28 oktober 1998  | Ajax – UDI '19                        | 9 – 0 (6 – 0)                | 2' Arno Splinter 1-0, 6' Richard van den Boogaard (e.d.) 2-0, 11' Wamberto de Jesus Sousa Campos 3-0, 21' Peter Hoekstra 4-0, 37' Arno Splinter 5-0, 38' Wamberto de Jesus Sousa Campos 6-0, 46' Benedict (Benni) McCarthy 7-0, 54' Dean Gorré 8-0, 79' Benedict (Benni) McCarthy 9-0 |
| 28 oktober 1998  | Go Ahead Eagles – De Graafschap       | 3 – 2 (2 – 0)                | 15' Victor Sikora 1-0, 29' Bram Marbus 2-0, 57' Bram Marbus 3-0, 60' Zico Tumba 3-1, 62' Eric Viscaal 3-2 |
| 28 oktober 1998  | Willem II – FC Zwolle                 | 0 – 2 (0 – 0)                | 55' Ignacio Tuhuteru 0-1, 83' Geoffrey Prommayon (e.d.) 0-2 |
| 29 oktober 1998  | Eindhoven – FC Den Bosch              | 3 – 1 (0 – 1)                | 37' Anthony Lurling 0-1, 53' Steve Van der Borght 1-1, 63' Steve Van der Borght 2-1, 69' Richard van Gils (pen) 3-1 |
| 4 november 1998  | Sparta Rotterdam – Cambuur Leeuwarden | 1 – 1 n.v. (1 – 1) (0 – 0)   | 46' John den Dunnen 1-0, 86' Marinus Dijkhuizen 1-1 Cambuur Leeuwarden wint na strafschoppen |
| 25 november 1998 | FC Utrecht – N.E.C.                   | 2 – 2 n.v. (2 – 2) (2 – 0)   | 1' Emiel van Eijkeren 1-0, 27' John de Jong 2-0, 60' Marchanno Schultz 2-1, 62' Juul Ellerman 2-2 FC Utrecht wint na strafschoppen |
| 28 november 1998 | Heracles Almelo – NAC                 | 0 – 0 n.v.                   | NAC wint na strafschoppen |
| 1 december 1998  | FC Groningen – Tonegido               | 2 – 0 (1 – 0)                | 10' Harris Huizingh 1-0, 60' Raymond Atteveld 2-0 |
| 9 december 1998  | Emmen – sc Heerenveen                 | 3 – 2 (2 – 1)                | 16' Jan de Visser (e.d.) 1-0, 21' Mika Nurmela 2-0, 37' Gérard de Nooijer 2-1, 68' Radoslav Samardžić (pen) 2-2, 90' Martin Drent 3-2 |
| 15 december 1998 | Excelsior – PSV                       | 0 – 5 (0 – 3)                | 10' Chris van der Weerden 0-1, 20' Ruud van Nistelrooy 0-2, 25' Jürgen Dirkx 0-3, 56' Yuri Nikiforov 0-4, 90' Gilles de Bilde 0-5 |

### Achtste finales
| Datum           | Wedstrijd                   | Uitslag       | Scoreverloop |
| --------------- | --------------------------- | ------------- | --- |
| 2 februari 1999 | Emmen – Cambuur Leeuwarden  | 2 – 0 (2 – 0) | 21' Roy Stroeve 1-0, 42' Dick Kooijman 2-0 |
| 2 februari 1999 | PSV – AZ                    | 2 – 0 (1 – 0) | 26' Jürgen Dirkx 2-0, 65' Ruud van Nistelrooy 2-0 |
| 2 februari 1999 | FC Twente – Fortuna Sittard | 2 – 5 (1 – 5) | 21' Ruud Kool 0-1, 22' Jan van Halst 1-1, 30' Ronald Hamming 1-2, 35' François Gesthuizen 1-3, 40' Ronald Hamming 1-4, 45' Ronald Hamming 1-5, 66' Spira Grujić 2-5       |
| 2 februari 1999 | Vitesse – NAC               | 4 – 0 (1 – 0) | 29' Nikos Machlas 1-0, 50' Martijn Reuser 2-0, 54' Nikos Machlas 3-0, 72' Mamadou Zongo 4-0                                                                               |
| 3 februari 1999 | Eindhoven – FC Groningen    | 2 – 1 (0 – 1) | 24' Paul Matthijs 0-1, 49' Richard van Gils (pen) 1-1, 88' André van Tuinen 2-1                                                                                           |
| 3 februari 1999 | FC Zwolle – Go Ahead Eagles | 5 – 2 (2 – 2) | 14' Victor Sikora 0-1, 35' Bram Marbus 0-2, 44' Patrick Peelen (e.d.) 1-2, 45' Marco Roelofsen 2-2, 60' Dirk-Jan Derksen 3-2, 65' Arne Slot 4-2, 75' Dirk-Jan Derksen 5-2 |
| 4 februari 1999 | Roda JC – Ajax              | 0 – 3 (0 – 1) | 34' Wamberto de Jesus Sousa Campos 0-1, 60' Richard Knopper 0-2, 90' Sjota Arveladze 0-3                                                                                  |
| 4 februari 1999 | FC Utrecht – Feyenoord      | 1 – 2 (1 – 2) | 17' Patrick Paauwe 0-1, 37' Reinier Robbemond (pen) 1-1, 39' Igor Korneev 1-2                                                                                             |

### Kwartfinales
| Datum         | Wedstrijd               | Uitslag                      | Scoreverloop |
| ------------- | ----------------------- | ---------------------------- | --- |
| 9 maart 1999  | Eindhoven – PSV         | 0 – 5 (0 – 2)                | 33' Luc Nilis 0-1, 36' Ruud van Nistelrooy 0-2, 61' Dmitri Khokhlov 0-3, 79' Gilles de Bilde 0-4, 90' Gilles de Bilde 0-5 |
| 9 maart 1999  | Fortuna Sittard – Emmen | 3 – 1 (1 – 1)                | 36' Mika Nurmela 0-1, 37' Michael Jeffrey 1-1, 69' Regillio Simons 2-1, 89' Regillio Simons 3-1                           |
| 10 maart 1999 | Feyenoord – Vitesse     | 2 – 1 n.s.d. (1 – 1) (0 – 0) | 48' Jean-Paul van Gastel (pen) 1-0, 90' Dejan Čurović 1-1, 98' Igor Korneev 2-1                                           |
| 24 maart 1999 | FC Zwolle – Ajax        | 1 – 2 (0 – 1)                | 45' Jari Litmanen 0-1, 51' Sieme Zijm 1-1, 61' Gerald Sibon 1-2                                                           |

### Halve finales
| Datum         | Wedstrijd             | Uitslag       | Scoreverloop                                                                                     |
| ------------- | --------------------- | ------------- | ------------------------------------------------------------------------------------------------ |
| 13 april 1999 | PSV – Fortuna Sittard | 1 – 3 (1 – 1) | 26' Ruud van Nistelrooy 1-0, 28' Ronald Hamming 1-1, 65' Robert Roest 1-2, 83' Wilfred Bouma 1-3 |
| 14 april 1999 | Ajax – Feyenoord      | 2 – 1 (1 – 0) | 45' Wamberto de Jesus Sousa Campos 1-0, 55' Jean-Paul van Gastel 1-1, 71' Mario Melchiot 2-1     |

## Finale
|                               |                          |               |                 |                                                                                   |
| 13 mei 1999 Finale KNVB Beker | Ajax                     | 2 – 0 (2 – 0) | Fortuna Sittard | Stadion Feijenoord, Rotterdam Toeschouwers: 25.000 Scheidsrechter: Jaap Uilenberg |
| 13 mei 1999 Finale KNVB Beker | Jesper Grønkjær 12', 15' |               |                 | Stadion Feijenoord, Rotterdam Toeschouwers: 25.000 Scheidsrechter: Jaap Uilenberg |

| Ajax | Fortuna Sittard |

| Ajax:         |                   |     |
|               |                   |     |
| DM            | Edwin van der Sar |     |
| RB            | Mario Melchiot    |     |
| CB            | Sunday Oliseh     |     |
| LB            | Tim de Cler       |     |
| RM            | Andrzej Rudy      |     |
| CM            | Richard Witschge  |     |
| CM            | Jari Litmanen     |     |
| LM            | Peter Hoekstra    |     |
| RV            | Wamberto          | 26' |
| SP            | Sjota Arveladze   |     |
| LV            | Jesper Grønkjær   |     |
| Wisselspeler: |                   |     |
| AV            | Benni McCarthy    | 26' |
| Trainer:      |                   |     |
| Jan Wouters   |                   |     |

| Fortuna Sittard: |                     |     |
|                  |                     |     |
| DM               | Arno van Zwam       |     |
| RB               | Ervin Lee           | 76' |
| CB               | Robert Roest        |     |
| CB               | Kevin Hofland       | 90' |
| LB               | Edwin Hermans       |     |
| RM               | François Gesthuizen | 52' |
| CM               | Jaromír Paciorek    |     |
| CM               | Ruud Kool           |     |
| LM               | Wilfred Bouma       | 72' |
| SP               | Michael Jeffrey     |     |
| SP               | Regillio Simons     |     |
| Wisselspelers:   |                     |     |
| AV               | Ronald Hamming      | 52' |
| AV               | Marco Heering       | 72' |
| Trainer:         |                     |     |
| Bert van Marwijk |                     |     |

| KNVB Beker 1998/99 |
| ------------------ |
| Ajax 14e titel     |